# Václav Syrový
Václav Syrový (Praga, 11 giugno 1934 – Nový Bor, 25 marzo 2010) è stato un sollevatore cecoslovacco che gareggiò nella categoria dei pesi massimi.

## Carriera
Prese parte alle Olimpiadi di Roma del 1960, classificandosi all'ottavo posto. Vinse due medaglie di bronzo ai campionati europei di Katowice del 1957 e di Stoccolma del 1958 e fu per cinque volte campione cecoslovacco.
Dopo la fine della carriera agonistica visse a Cvikov, dove lavorò come tecnico di un laboratorio dentistico e si dedicò alla pittura.